# Siatkarskie Plusy 2010
Siatkarskie Plusy 2010 – 4. edycja plebiscytu Siatkarskie Plusy organizowanego od 2008 przez Polski Związek Piłki Siatkowej (PZPS). Jej celem było nagrodzenie najlepszych zawodników, trenerów i klubów w 2010. Nominacji w sześciu kategoriach dokonała kapituła określona w regulaminie plebiscytu.
Głosowanie odbywało się na stronie internetowej siatkarskieplusy.pl w dniach 3-18 stycznia 2011. O zwycięstwie w danej kategorii decydowała liczba uzyskanych głosów.
Ogłoszenie wyników i wręczenie nagród nastąpiło 22 stycznia 2011 w trakcie gali w Teatrze Polskim w Warszawie. Poza sześcioma głównymi kategoriami przyznano dwie dodatkowe nagrody: dla osobowości roku wybranej przez kapitułę i dla najsympatyczniejszej siatkarki według słuchaczy Radia Zet. Pierwotnie opublikowane miało zostać także nazwisko trenera męskiej reprezentacji Polski, jednak decyzję tę odłożono na termin późniejszy. Galę pokazywały telewizje Polsat i Polsat Sport.
W trakcie gali wystąpili Doda, Blue Café, Oddział Zamknięty, Szymon Wydra & Carpe Diem oraz Varius Manx.
Partnerem plebiscytu było przedsiębiorstwo Polkomtel, a sponsorem tytularnym – Plus.

## Kapituła plebiscytu
Kapituła plebiscytu składała się z następujących osób:
| Mirosław Przedpełski | prezes Polskiego Związku Piłki Siatkowej                |
| Wiesław Radomski     | wiceprezes Polskiego Związku Piłki Siatkowej            |
| Jarosław Bauc        | prezes Polkomtel S.A.                                   |
| Marian Kmita         | dyrektor Polsat Sport                                   |
| Andrzej Warych       | dyrektor Biura Polskiego Związku Piłki Siatkowej        |
| Dariusz Matuszak     | dyrektor Biura Komunikacji Korporacyjnej Polkomtel S.A. |
| Jacek Kasprzyk       | dyrektor rozgrywek PlusLigi Kobiet                      |
| Andrzej Lemek        | członek prezydium Polskiego Związku Piłki Siatkowej     |
| Andrzej Lemek        | przewodniczący Wydziału Sędziowskiego                   |
| Tomasz Swędrowski    | dziennikarz, komentator sportowy                        |
| Tomasz Wójtowicz     | były siatkarz, komentator sportowy                      |
| Włodzimierz Sadalski | szef pionu szkolenia Polskiego Związku Piłki Siatkowej  |

## Nominacje
Kapituła plebiscytu dokonała nominacji w sześciu kategoriach.

### Siatkarka Roku
| Natalia Bamber              |
| Katarzyna Gajgał            |
| Małgorzata Glinka-Mogentale |
| Karolina Kosek              |
| Anna Werblińska             |

### Siatkarz Roku
| Bartosz Kurek    |
| Marcin Możdżonek |
| Piotr Nowakowski |
| Mariusz Wlazły   |
| Paweł Zagumny    |

### Trener Roku
| Jacek Nawrocki     |
| Andrzej Piotrowski |
| Wiesław Popik      |
| Sławomir Robert    |
| Bogdan Serwiński   |

### Debiut Roku
| Karol Kłos            |
| Michał Kubiak         |
| Joanna Wołosz         |
| Katarzyna Zaroślińska |
| Paweł Zatorski        |

### Drużyna Roku
| BKS Aluprof Bielsko-Biała   |
| Jastrzębski Węgiel          |
| Organika Budowlani Łódź     |
| PGE Skra Bełchatów          |
| reprezentacja Polski kobiet |

### Drużyna Siatkówki Plażowej Roku
| Grzegorz Fijałek/Mariusz Prudel     |
| Piotr Kantor/Bartosz Łosiak         |
| Michał Kądzioła/Jakub Szałankiewicz |
| Daria Paszek/Renata Bekier          |
| Damian Wojtasik/Rafał Szternel      |

## Nagrodzeni
| Kategoria                       | Zdobywca nagrody                | Wręczający nagrodę              |
| ------------------------------- | ------------------------------- | ------------------------------- |
| Siatkarka Roku                  | Anna Werblińska                 | Marian Kmita i Michał Korościel |
| Siatkarz Roku                   | Bartosz Kurek                   | Bogusława Matuszewska           |
| Trener Roku                     | Jacek Nawrocki                  | Mirosław Przedpełski            |
| Debiut Roku                     | Michał Kubiak                   | Tomasz Wójtowicz                |
| Drużyna Roku                    | PGE Skra Bełchatów              | Tomasz Szeląg                   |
| Drużyna Siatkówki Plażowej Roku | Grzegorz Fijałek/Mariusz Prudel | Artur Popko                     |
| Osobowość Roku                  | Tomasz Zadroga (prezes PGE)     | Jarosław Bauc                   |
| Siatkarz Niepełnosprawny        | Adam Stępień                    | –                               |